# Pfarrkirche Kottingbrunn

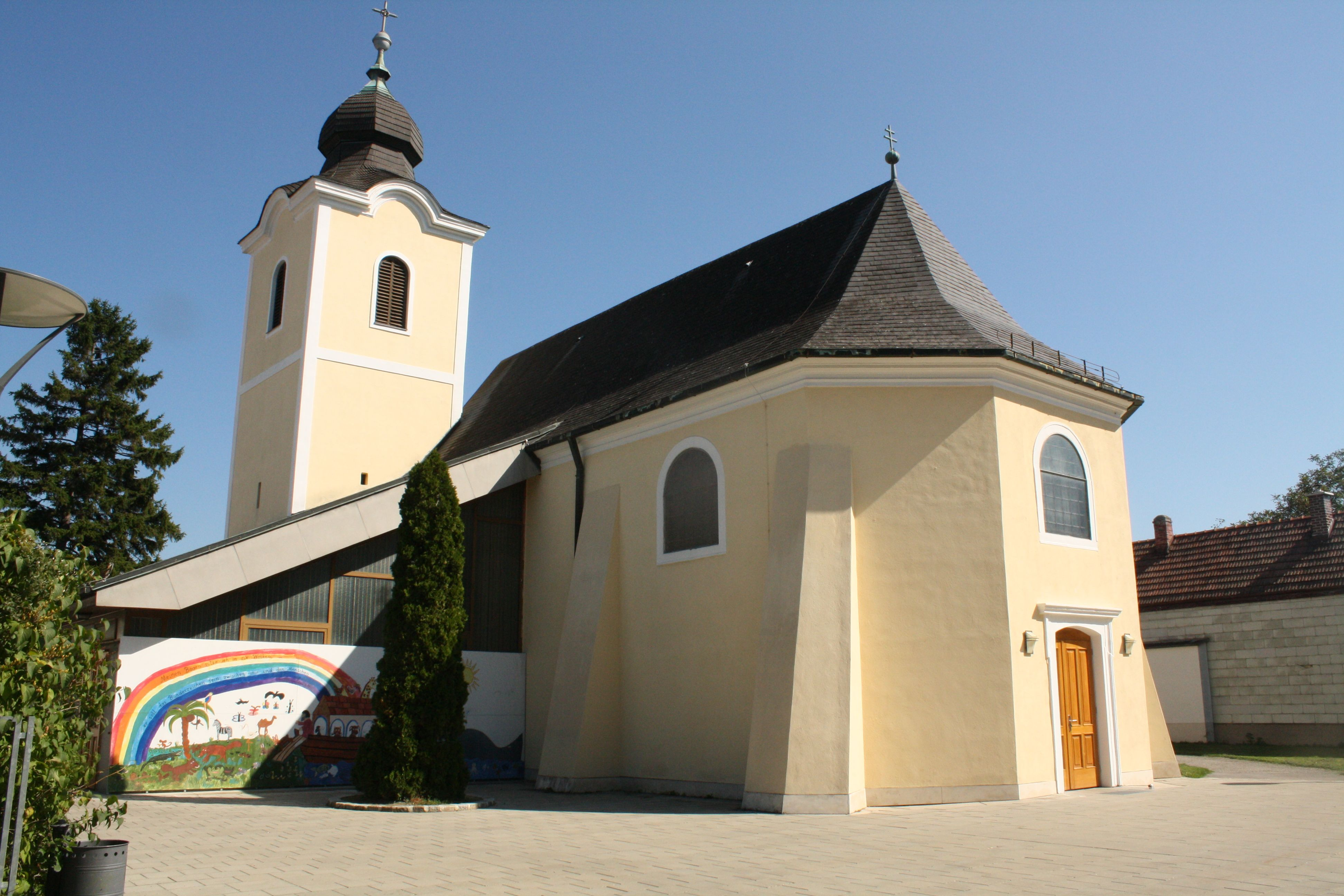
Katholische Pfarrkirche hl. Achatius in Kottingbrunn

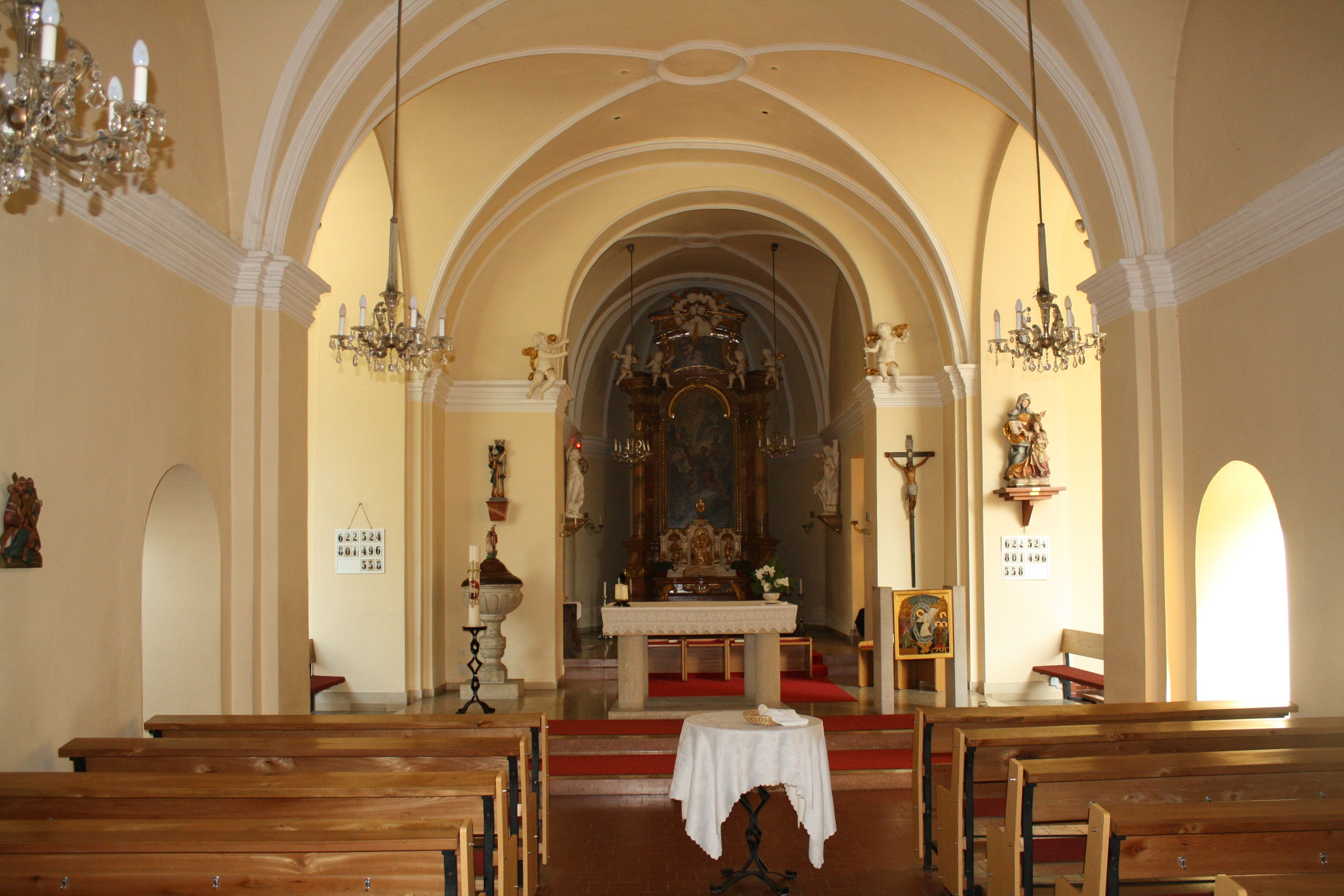
Langhaus, Blick zum Chor

Die Pfarrkirche Kottingbrunn steht nordöstlich von Schloss Kottingbrunn in der Marktgemeinde Kottingbrunn im Bezirk Baden in Niederösterreich. Die dem Patrozinium des heiligen Achatius unterstellte römisch-katholische Pfarrkirche gehört zum Dekanat Baden in der Erzdiözese Wien. Die Kirche und der ehemalige Friedhof stehen unter Denkmalschutz (Listeneintrag).

## Geschichte
Pfarrlich gehörte die Kirche bis 1312 zur Pfarrkirche Traiskirchen, anschließend zur Pfarrkirche Leobersdorf. 1355 wurde die Kirche zur Pfarrkirche erhoben. Ab 1529 war die Pfarre unbesetzt, ab 1617 fanden wieder regelmäßige Gottesdienste statt.
Nach einem Brand erfolgte von 1669 bis 1693 ein Umbau und Wiederaufbau der Kirche. Von 1965 bis 1966 wurde die Kirche nach den Plänen des Architekten Erwin Plevan erweitert.

## Architektur
Das Kirchenäußere zeigt ein schlichtes Langhaus mit einem polygonalen Schluss im Südwesten und abgeböschten Strebepfeilern aus dem Jahr 1687. Der im Nordwesten an den Chor angestellte Turm hat rundbogige Schallfenster und einen niedrigen Glockenhelm. Auf beiden Seiten des Langhauses befinden sich unter flachen Pultdächern Anbauten aus den Jahren 1965/66.
Das Kircheninnere zeigt einen dreijochigen Saalraum, pfeilergegliedert mit einem verkröpften Gesims, kreuzgratgewölbt mit Stuckrippen und Scheitelringen, im Bereich des polygonalen Orgeljoches mit steilen Stichkappen. Ab der Hälfte des mittleren Joches bis zum Triumphbogen öffnen sich seitlich querschiffartige, mit offenen Pultdachstühlen versehene moderne Anbauten. Der einjochige längsrechteckige Chor mit einem polygonalen Schluss ist kreuzgratgewölbt mit Stuckrippen und Scheitelring.
Die ornamentale späthistoristische Glasmalerei im Orgelchorjoch entstand um 1900. Die Betonglasfenster schuf Franz Drapela 1966.

## Ausstattung
Der Hochaltar entstand einheitlich im zweiten Viertel des 18. Jahrhunderts, mit Säulen und übereck gestellten Gebälkkröpfen mit adorierenden Puten zeigt er den heiligen Achatius mit den Vierzehn Nothelfern. Das Aufsatzbild stellt die Dreifaltigkeit dar; der Tabernakel zeigt das Relief Christi Himmelfahrt, er trägt seitlich in Nischen die Heiligen Peter und Paul. Die Polierweißstatuen der heiligen Katharina von Siena und des heiligen Dominikus über den ehemaligen Opfergangsportalen befinden sich jetzt in den modernen Flügelanbauten.
Am Triumphbogen befindet sich rechts eine Schwarze Madonna als Kopie des Gnadenbildes von Altötting, gestiftet von Graf Joachim von Münch-Bellinghausen 1850.
In der Brüstung der Orgelempore befindet sich der polygonale Spiralsäulchenkorb der ehemaligen Kanzel mit den Statuen von Glaube, Hoffnung und Liebe in Konsolnischen.

## Grabdenkmäler
An der südöstlichen Langhauswand befinden sich ein Grabstein mit Inschrift und Wappen zu Guielmus von Sulkowsky (gestorben 1657) sowie eine rechteckige Inschriftkartusche mit Wappen, segmentbogenübergiebelt, zu Josef Ritter von Strassern (gestorben 1802) und Anton Ritter von Strassern (gestorben 1944).
Im Chor befindet sich ein Reliquiensarkophag mit den Gebeinen eines heiligen Prosper aus der Calixtus-Katakombe, ein Geschenk von Leopold Josef Graf Lamberg 1705.

## Kirchhof
In der Ummauerung des ehemaligen Friedhofes sind noch drei von ursprünglich neun Kapellen erhalten. Es gibt eine tiefe übergiebelte Rundbogennische, flankiert von toskanischen Pfeilern.